# Държавно устройство на Казахстан
Казахстан е унитарна република от президентски тип, първата конституция е приета през януари 1993 година а през август 1995 година е заменена с нова конституция, през 1998 година са внесени проправки.

## Президент
Президентът се избира на всеки 5 години от всички граждани навършили 18 години.
Пълномощия на президента:
- явява се върховен главнокомандващ
- указът и разпорежданията на президента са в силата на закона
- обявяват референдуми и парламентарните избори и наблюдават техните сесии
- има право да разпусне парламента и други.

## Изпълнителна власт

### Правителство
Правителството на Казахстан е висш орган на изпълнителната власт, оглавено от министър-председател.
Доминиращата функция на правителството на Казахстан е преходът от комунизма като част от Съветския съюз до 1991 г., Казахстан е опитно поле за много важни комунистически политики на СССР. Комунистическата система се отличава с мощно правителство, официална държавна идеология на марксизма, както и централизирана, планова икономика.
Комунистическото правителство поема контрола върху средствата за производство (ферми, фабрики, както и природни ресурси) в началото на 1920 година, чрез процес на национализация. Промените в Съветския съюз започват през 1988 г. с въвеждането на открити и относително свободни избори. Първите открити избори в Казахстан се провеждат през февруари 1990 година. Нурсултан Назарбаев, по това време е първи секретар на Комунистическата партия на Казахстан, избран е за председател на парламента на Казахстан, а малко по-късно парламентът приема декларация за суверенитет на Казахстан.
Истинския смисъл на декларацията остава до известна степен неясен. Правителството на Казахстан остава в рамките на правителството на Съюза на съветските социалистически републики /Съветският съюз/. Тъй като Съветският съюз започва да се разпада, през есента на 1991 г., е избран за президент Назарбаев чрез редовни избори, без опозиция, той печели изборите и става първият преизбран президент на Казахстан. Само 2 седмици по-късно парламентът приема Казахстанската Декларация за независимост, с която Казахстан става напълно независима.
През първите 2 години след разпадането на СССР, Казахстан започва да определя стратегията си за преход от комунизъм към пазарна икономика. Един от най-важните елементи в този преход е прехвърлянето на правото на собственост от държавата към частния сектор. Ако имуществото е на всички, както е в случая по времето на комунизма-често се смята, че не принадлежи на никого. Установяването на права на частната собственост, се считат за първата стъпка на прехода към икономически рационалното използване на ресурсите. През 1993 г. правителството на Казахстан приема програма чрез която приватизация си връща контрола на икономическите активи на самите хора.
Най-важният етап от приватизацията в Казахстан се състои през периода от 1994 до1997 година. Продажбите и публичните търгове се провеждат за разпространението на четирите категории имоти: големите индустрии, минните и петролни полета, големи заводи, малките магазини, складовете и апартаментите, както и селскостопанските предприятия. В "caseby” /програма за приватизация/ се продават повече от основните индустрии в страната, минните и петролни полета. „Масоваата приватизационна програма“ провежда търгове за повечето големи фабрики в страната. Повечето малки магазини са продадени в приватизационната програма „малък мащаб.“ Селскостопанските предприятия са приватизирани. По това време жителите също могат да приватизират апартаментите и къщите, в които живеят, като се задължават да плащат номинална сума за имота си, но има и случая на хора, които са останали без огнище в резултат на програмата за приватизация.
През декември 1991 г., Комунистическата партия ръководителите на 11 от бившите 15 организации, Лидерите на комунистическата партия на Съветския съюз се събират в столицата на Казахстан (тогава Алма-Ата) за да се стесни кръга на Съветския съюз. Резултатът от тази среща е на Алма-Ата декларация, с която се обявява, че Съюзът на съветските социалистически републики „отсега нататък престава да съществува.“ В Алма-Ата Декларацията се установява също че, леката координираща структура призоваваща страните от Общността на независимите държави (ОНД) и санкционираните появата на 15 нови и независими държави от бившия Съветски съюз /Казахстан също е една от тези държави/.
През първото десетилетие на независимостта на Казахстан се постига голям напредък с преходът към модерно и демократично управляване на държава чрез пазарната икономика. Правителството на Казахстан поема по стъпките на независимост следвайки като по учебник описанието за създаването на гражданско общество, конституционно организирано светско общество, основано на принципите на правовата държава, защитата на човешките и гражданските права, както и ограничената роля на избраните от народа, отговорно правителство.
Правителството на Казахстан установява основните институции на гражданското развитие, като например конституционната форма на ограничената намеса на държавата въз основа на разделението на властите, открит изборен процес, с професионална съдебна система, на съвещателен парламент, свободна преса, както и права на словото, на събранията и религия. Правителството започва и преминава през процеса на продажба на държавното имущество на обществеността чрез приватизация.
Правителството на Казахстан извършва макроикономически реформи, включително истинската либерализация на цените, освобождаването на пазарите от правителствения контрол. Също така се определя и правната и регулаторна структура на частната икономика, в това число съвременните норми и правила на гражданския кодекс и данъчното и банковото дело, както и законата инвестиция, която е съгласувана с международните стандарти. Правителството на Казахстан се отказва от контрола на ядрените оръжия на своя територия в съответствие с международните споразумения и договори.
Казахстан приема първия посткомунистически данъчен кодекс през април 1995 година. Данъчната основа на Казахстан се основава на международните стандарти като се подчертава, справедливостта, икономическия неутралитет, и прозрачността. Данъчното облагане се извършва при три нива на управление: централно, провинциално (наречена „област“ на руски език), и на местно ниво. Най-важни са данъците върху печалбата на предприятието, данъка върху доходите, и данък добавена стойност (ДДС). Печалбите за повечето частни фирми се облагат с данък в размер на 30 на сто. Голяма част от фирмите могат да си приспаднат разходите, включително заплатите. ДДС се прилага за всички стоки, работа и услуги, включително и за вноса в Казахстан.
ДДС за внос обикновено е 20 на сто от добавената стойност, или разликата между покупната и продажната цена. В допълнение към тези основни данъци, има и редица други, по-рядко срещани данъци като физически данък ресурси, заплащат се за да се получи правото да се извършва проучване на полезни изкопаеми и други природни ресурси. Земята също се облага с данък /годишно/. Бизнес активи се облагат с 0,50% годишно, отделно притежаваните земи се облага по 0,10% от оценената им стойност. Автомобилите и камионите се облагат с данък върху стойността им.

## Законодателна власт
Висш представителен законодателен орган е парламентът, състоящ се от 2 крила – сенат и межлис.

## Съдебна власт
Висшият орган на съдебната власт са Върховният съд и Конституционният съвет.